# کیارا چینی
کیارا چینی (ایتالیایی: Chiara Cini؛ زادهٔ ۲۹ دسامبر ۱۹۹۰) شمشیرباز زن اهل ایتالیا است.